# Gåte
Gåte er en norsk gruppe der spiller en blanding af rock, metal og norsk folkemusik. I 2002 vandt de den norske musikpris Spellemannprisen for årets nykommer med CD'en Jygri. Derudover blev de nomineret i rock kategorien i 2004 med CD'en Iselilja men vandt ikke. Gruppen holdt pause efter at have spillet sin hidtil sidste koncert den 31. december 2005 i Setesdal.
3. april 2006 udgav gruppen livealbummet Liva med optagelser fra nogle af deres sidste koncerter. På denne CD er nummeret "Venelite", som ikke findes på andre udgivelser.
Gåte gjorde comeback i 2017 med EP'en Attersyn, efterfulgt af albummet Svevn i 2018.
I august 2023 bekendtgjorde Gåte, at Sveinung forlod bandet.
I 2024 vandt Gåte det norske Melodi Grand Prix med sangen Ulveham, som repræsenterede Norge ved Eurovision Song Contest i Malmö. Bandet endte på sidstepladsen med 16. point.

## Bandmedlemmer
- Gunhild Sundli (vokal)
- Sveining Sundli (keyboards, vokal)
- Magnus Robot Børmark (guitar)
- Gjermund Landrø (bas, vokal)
- Kenneth Kapstad (trommer)

## Diskografi
- Gammel (EP) (2000)
- Gåte (EP) (2002)
- Jygri (2002)
- Statt opp (EP) (2003)
- Sjå attende (single) (2004)
- Iselilja (2004)
- Liva (live) (2006)
- Attersyn (EP) (2017)
- Svevn (2018)
- Huldra (single) (2019)